# Гавои
Га̀вои (на италиански и на сардински: Gavoi) е малко градче и община в Южна Италия, провинция Нуоро, автономен регион и остров Сардиния. Разположено е на 777 m надморска височина. Населението на общината е 2819 души (към 2010 г.).